# Другий Віденський арбітраж

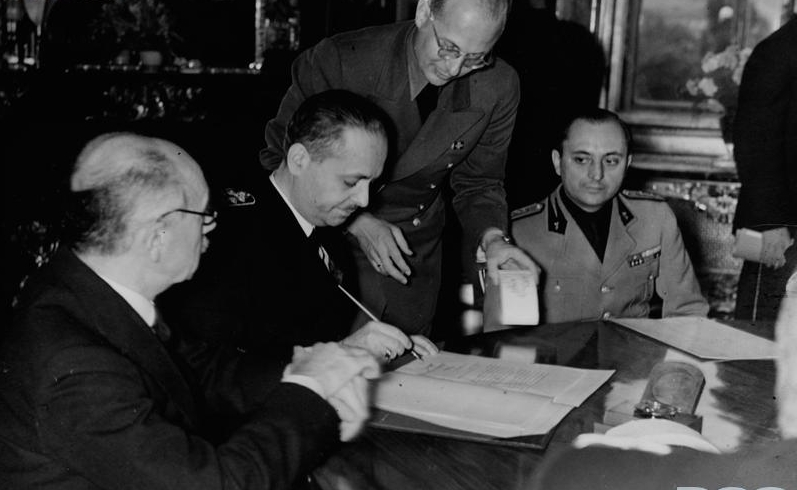
Угорський міністр закордонних справ Іштван Цакі підписує угоду

Другий Віденський арбітраж був другим із двох територіальних суперечок, арбітрованих Третім Райхом та Фашистською Італією. Відбувся 30 серпня 1940 року, він перерозподілив територію Північної Трансильванії (включаючи всю Мармарощину та частину Кришани) від Румунії до Угорщини.

## Прелюдія та історичне тло

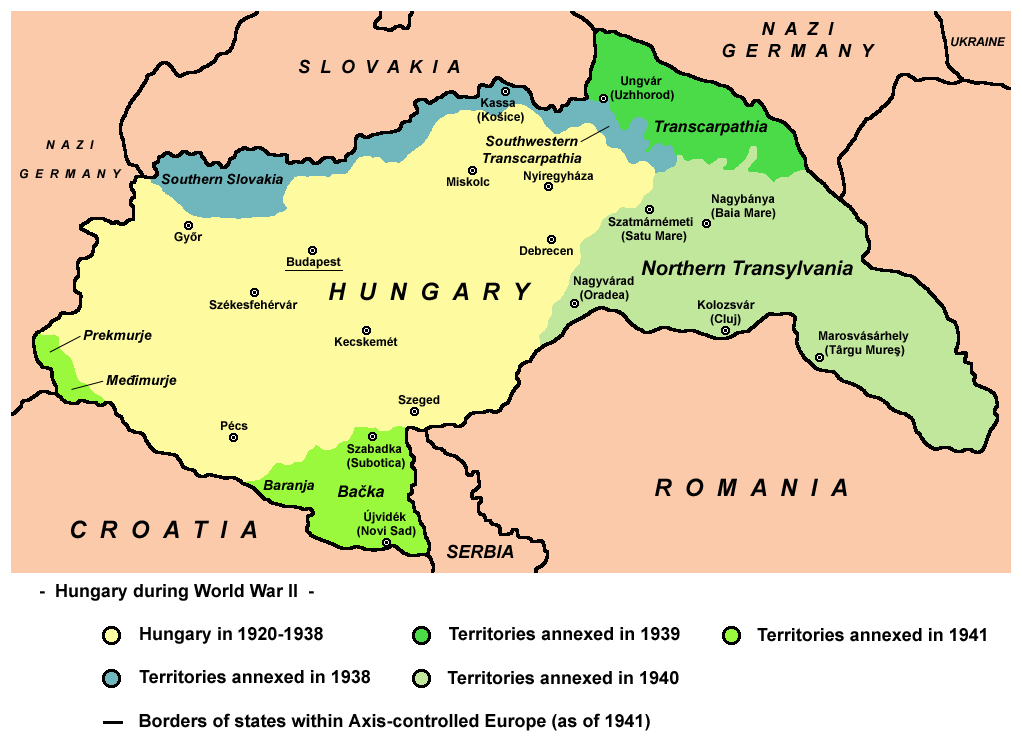
Карта територій приєднаних до Угорщини в 1938-1941 рр. включаючи Північну Трансильванію та Закарпаття

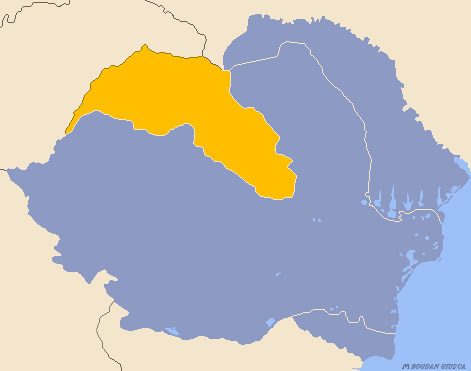
Румунське королівство в 1940, з Північною Трансильванією позначеною жовтим

Після Першої світової війни, мультиетнічне Угорське королівство було розділене Тріанонською угодою задля формування кількох нових національних держав, але Угорщина стверджувала, що нові державні кордони не відповідають реальним етнічним кордонам. Нова угорська національна держава Угорщини становила близько третини розміру колишньої Угорщини, і мільйони етнічних мадярів повинні були залишатися поза межами Угорщини. Багато історично важливих районів Угорщини було віднесено до інших країн, і розподіл природних ресурсів відбувся нерівномірно. Таким чином, хоча різні немадярські національності старого Королівства зазвичай розглядали договір як справедливість для історично маргіналізованих національностей, з угорської точки зору Договір був глибоко несправедливим, національним приниженням і справжньою трагедією.
Договір та його наслідки переважали в угорському суспільному житті та політичній культурі в міжвоєнний період. Крім того, угорський уряд все частіше і більше рухався вправо; урешті-решт, під Регентом Міклош Горті, Угорське королівство встановило тісні зв'язки з Беніто Муссоліні в Королівством Італія та Адольфом Гітлером в Третім Рейху.
Альянс з Третім Рейхом зробив можливим приєднання Угорщиною півдня Чехословацької республіки на Першому Віденському арбітражі в 1938 році та Підкарпаття у 1939 році. Але ні того, ні наступного військового завоювання Карпатської України в 1939 виявилося недостатньо, щоб задовольнити політичні амбіції Угорщини. Ці здобутки включали лише частину територій, втрачених за Тріанонським договором, в усякому разі втрата, яку угорці найбільше заперечували, - це те, що Трансильванія була передана до Румунії.
Наприкінці червня 1940 р. уряд Румунії піддався на Радянський ультиматум та врешті дозволив Москві зайняти Бессарабію та Північну Буковину, які були включені до Румунії після Першої світової війни та Край Герца. Хоча територіальний збиток був небажаним з її точки зору, уряд Румунії схилявся до цього скоріше, аніж на військовий конфлікт, який міг би виникнути, якщо б Румунія протидіяла радянському наступу, з огляду на те, що Фінляндія щойно відмовилася від територій після війни з Совітами. Проте угорський уряд інтерпретував той факт, що Румунія відмовилася від деяких областей, як нарешті визнання того, що вона більше не наполягає на збереженні на тій території національної території під тиском. Таким чином, радянська окупація Бессарабії та Північної Буковини надихнула Будапешт на ескалацію своїх зусиль для вирішення "питання про Трансільванію". Угорщина сподівалася здобути якомога більшу частину Трансільванії, але румуни не підуть на це й погодяться розглядати лише невелику частину цього регіону. Зрештою, угорсько-румунські переговори повністю розвалилися. Після цього румунський уряд попросив Італію та Німеччину виступити посередниками.
Тим часом, уряд Румунії пристав на вимогу Італії щодо територіальних концесій Болгарії, іншої сусідньої союзною Німеччині країни. Від 7 вересня за Крайовською угодою, "Карділатер" (південну Добруджу) була передана Румунією до Болгарського царства.

## Арбітраж
1 липня 1940 р. Румунія відмовилася від англо-французької гарантії від 13 квітня 1939 р., яка тепер стала нерелевантною з огляду на колапс Франції. Наступного дня Кароль II звернувся з листом до Гітлера, в якому пропонував Німеччині відправити військову місію до Румунії та відновити її альянс 1883 року. Німеччина використовувала новий відчай Румунії, щоб примусити врегулювати територіальну суперечку, яка виникла через Паризьку мирну конференцію 1919 року на користь старих союзників Німеччини: Угорщини та Болгарії. Під час обміну листами між Каролем і Гітлером (5-15 липня) румунський король наполягав на тому, щоб ніякого територіального обміну не відбувалося без обміну населення, тоді як німецький лідер спирався на німецькому бажанні пізніших добрих відносин Румунії з Угорщиною та Болгарією. Румунський міністр закордонних справ на той час, Михаїл Манойлеску, а німецький міністерський повірений в Бухаресті Вільгельм Фабриціус. Відповідно до німецьких побажань, Румунія почала переговори з Угорщиною в Турну-Северин 16 серпня. Початкова вимога Угорщини була 69,000 км² території з населенням 3,803,000 мешканців, майже дві третини з яких були румунами. Переговори припинилися 24 серпня. Тоді німецькі та італійські уряди запропонували арбітраж, пропозиція, що в протоколах королівської ради Румунії від 29 серпня характеризувалася як «комунікації з ультимативним характером німецьких та італійських урядів». Румуни погодилися та міністри закордонних справ Йоахім фон Ріббентроп від німеччини та Галеаццо Чано від Італії зустрілися 30 серпня 1940 р. у палаці Бельведер у Відні. Дві держави скоротили вимоги Угорщини до 43,492 км² з населенням 2,667,007. Румунська королівська рада зібралася протягом ночі 30-31 серпня, щоб прийняти арбітраж. На зустрічі, Юліу Маніу зажадав, щоб Кароль II відрікся від престолу, і румунська армія протистояла будь-яким угорським зусиллям оволодіти Північною Трансильванією. Його вимоги були прагматично відкинуті.
Статистика населення в Північній Трансільванії та зміни, що відбулися після арбітражу, детально представлені в наступному розділі. Решта Трансильванії, відома як Південна Трансильванія, з 2,274,600 румунами та 363,200 угорцями залишалася румунською.

## Статистика
Територія, про яку йшла мова, охоплювала територію 43,104 км².

Етнічна карта Північної Трансильванії

Етнічний склад Угорщини після 1941

Перепис населення 1930 року в Румунії зафіксував для цього регіону населення в кількості 2 393 300 осіб. У 1941 році угорська влада провела новий перепис, в якому було зафіксовано населення 2 781 100 осіб. Обидва переписи запитували окремо про мову та національність. Результати двох переписів узагальнені в наступній таблиці.
| Національність/ мова | 1930 Румунський перепис | 1930 Румунський перепис | 1941 Угорський перепис | 1941 Угорський перепис | 1940 Румунська оцінка |
| Національність/ мова | Національність          | Мова                    | Національність         | Мова                   | 1940 Румунська оцінка |
| -------------------- | ----------------------- | ----------------------- | ---------------------- | ---------------------- | --------------------- |
| Угорці               | 912,500                 | 1,007,200               | 1,380,500              | 1,344,000              | 968,371               |
| Румуни               | 1,176,900               | 1,165,800               | 1,029,000              | 1,068,700              | 1,304,898             |
| Німці                | 68,300                  | 59,700                  | 44,600                 | 47,300                 | Н/Д                   |
| Євреї/Ідиш           | 138,800                 | 99,600                  | 47,400                 | 48,500                 | 200,000               |
| Інші                 | 96,800                  | 61,000                  | 76,600                 | 69,600                 | Н/Д                   |

Як пише Árpád E. Varga, "перепис, проведений в 1930 році, відповідав міжнародним статистичним вимогам у будь-якому відношенні. Для встановлення національності компілятори розробили комплексну критерійну систему, унікальну на той час, яка охоплювала громадянство, національність, рідну мову (тобто мова, що розмовляється в сім'ї) та релігія."
Окрім природного приросту населення, відмінності між цими переписками пов'язані з деякими іншими складними причинами, такими як міграція та асиміляція євреїв або двомовних осіб. За даними угорських реєстрацій, до січня 1941 року до Угорщини з Південної Трансильванії прибуло 100 тис. угорських біженців. Більшість з них шукали притулку на півночі, і майже так само багато людей прибули з Угорщини з реанексованої території, як переїхали на Тріанонську територію Угорщини з Південної Трансильванії. Внаслідок цих міграцій північно-трансильванські угорці збільшилися чисельно майже на 100 тисяч. Для того, щоб компенсувати це, велика кількість румунів були зобов'язані покинути Північну Трансільванію. Близько 100 тисяч виїхали до лютого 1941 року, згідно з неповною реєстрацією північно-трансильванських біженців, проведеної румунським урядом. Крім того, падіння загальної кількості населення свідчить про те, що ще 40-50 тисяч румунів перемістилися з Півночі до Південної Трансільванії (включаючи біженців, які з різних причин були опущені з офіційної реєстрації). Врожай асиміляції в Угорщині складається з втрат з боку інших груп носіїв мови, таких як єврейський народ. Зміна мови була найбільш характерною серед двомовних румунів та угорців. З іншого боку, в жудецях Марамуреші (угор. Máramaros) та Сату-Маре (угор. Szatmár), в десятках населених пунктів багато хто з тих, хто заявив про себе як румунів, тепер називали себе угорцями, хоча вони і взагалі не говорили угорською мовою (як і в 1910 році).

## Після
- Сутичка в Даосігу[en]

Історик Кейт Хітчінс узагальнює ситуацію, створену арбітражем в своїй книзі "Rumania: 1866-1947 (Oxford History of Modern Europe), Oxford University Press, 1994":
|  | На відміну від вирішення питань, віденський арбітраж загострив відносини між Румунією та Угорщиною. Це не вирішило проблему національності, відокремивши всіх мадярів від усіх румунів. Від 1,150,000 до 1,300,000 румунів, або 48 відсотків від понад 50 відсотків населення переданої території, залежно від того, чиї статистичні дані використовуються, залишилися на північ від нового кордону, тоді як близько 500 тисяч мадярів (інші угорські оцінки складають 800 тисяч , румунська - до 363 тис.) продовжували жити на півдні. |

Румунія мала 14 днів, щоб евакуювати відповідні території та передати їх Угорщині. Угорські війська перейшли через Тріанонські кордони 5 вересня. Регент Угорщини, Міклош Горті, також взяли участь у в'їзді. Вони досягли доріанонського кордону, завершивши процес повторної анексії 13 вересня.

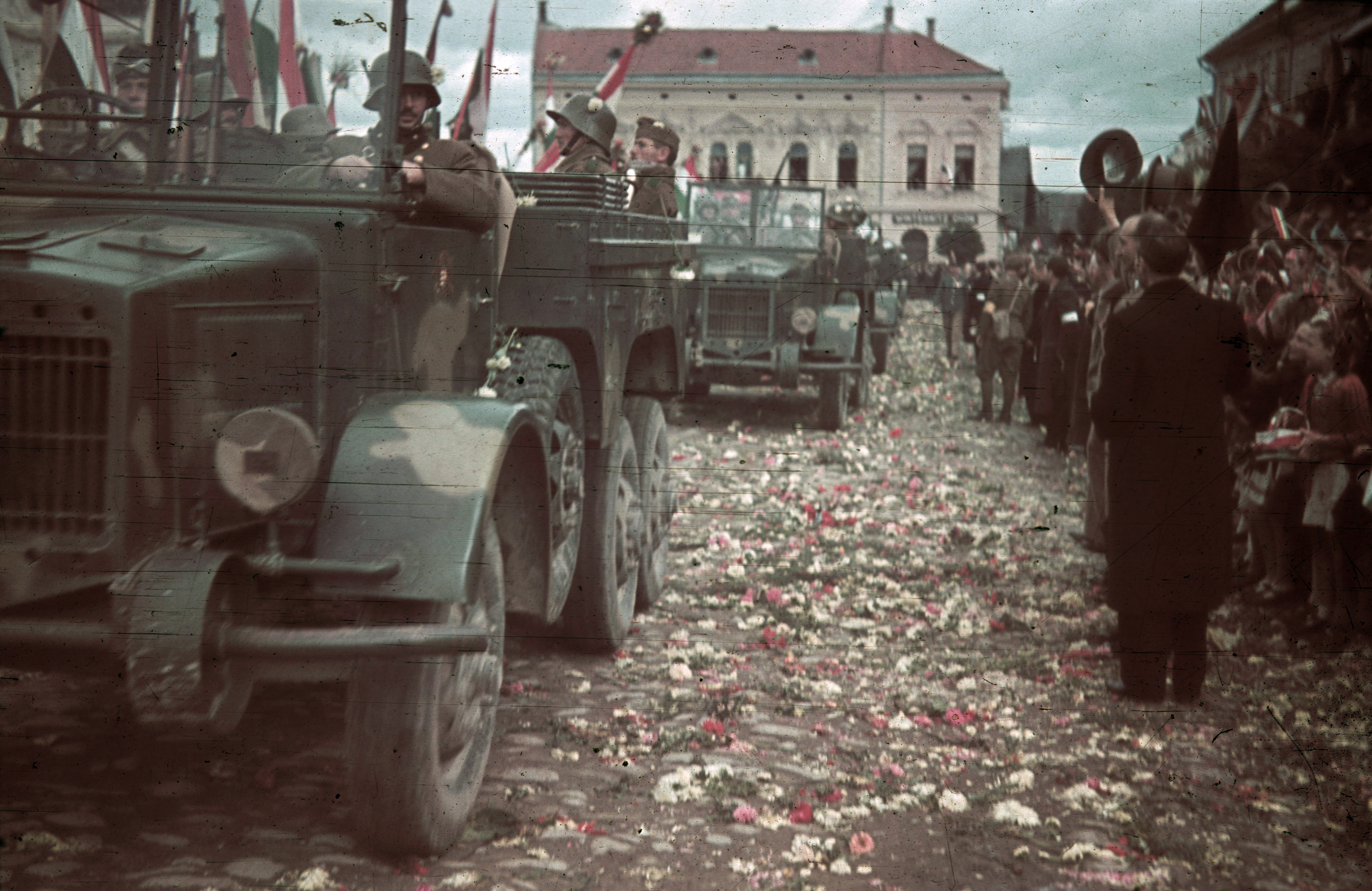
Натовп кидає квіти, вітаючи угорські війська в Кездівашаргеї

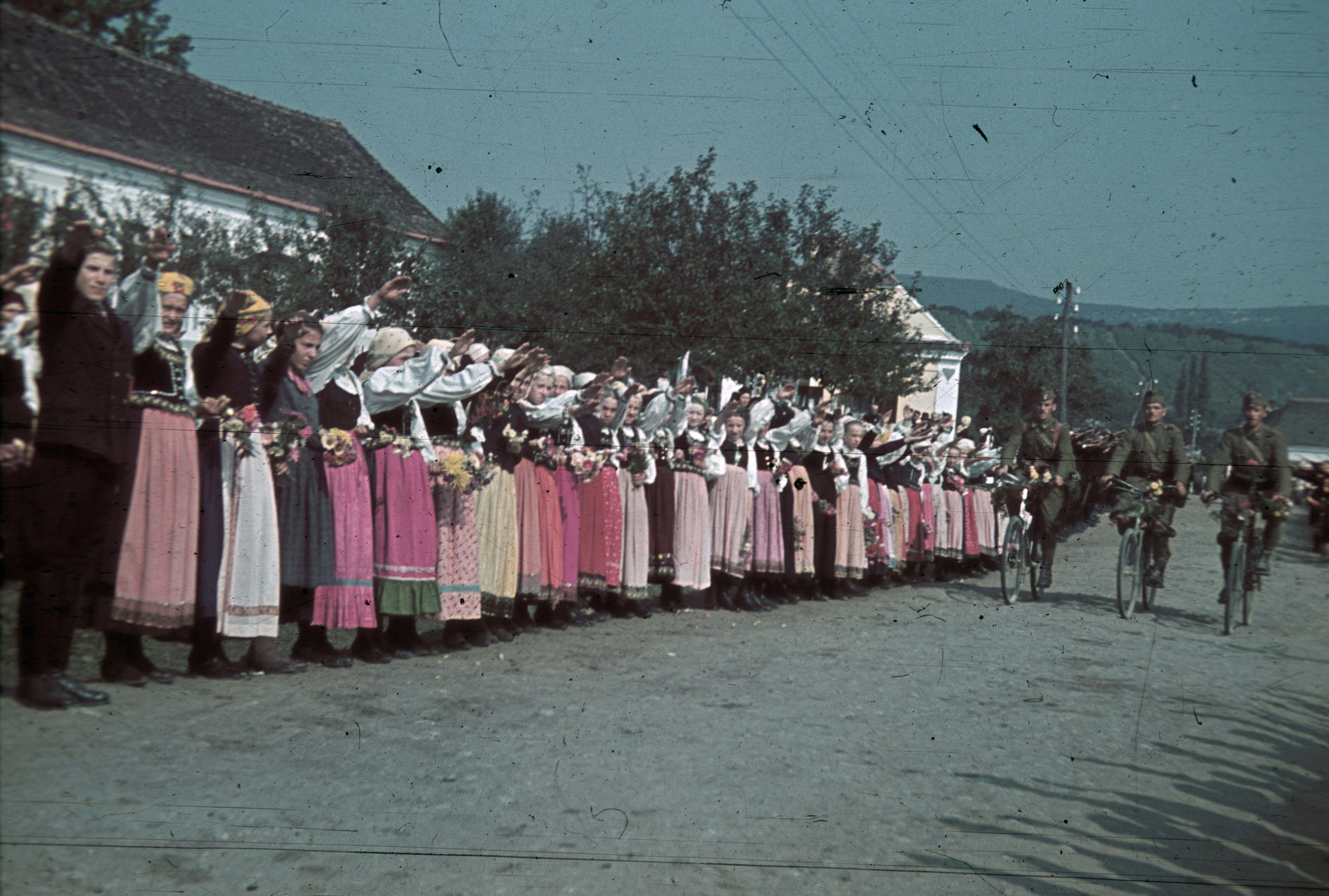
Етнічні угорці дають нацистський салют під час вітання угорських військ

Взагалі, етнічне угорське населення вітало війська та вважало відокремлення від Румунії визволенням. Велике етнічне румунське співтовариство, яке опинилося під угорською Хортиською окупацією, не мали підстав для святкування, оскільки для них Другий Віденський арбітраж являв собою повернення до часів давнього угорського правління. Після вступу на визначену територію угорська армія здійснювала масові вбивства румунського населення. Серед масових вбивств: 
- 9 вересня в селі Трезня[en] (угор. Ördögkút), деякі угорські війська зробили 4 км гак від напрямку наступу угорських військ Залеу–Клуж  та почали довільно стріляти по місцевих жителях будь-якого віку, вбиваючи багато з них і частково руйнуючи його Православну церкву. Офіційні угорські джерела того часу записали що були вбиті 87 румунів та 6 євреїв, включаючи місцевого православного священника та місцевого румунського вчителя з його дружиною, а румунські джерела дають кількість в 263 вбитих місцевих мешканців. Деякі угорські історики стверджують, що вбивства вийшли у відповідь після того, як угорські війська були обстріляні мешканцями, які, як стверджується, підбурював місцевий румунський православний священик, але ці твердження не підтверджені звітами кількох свідків. Мотивація 4 км відхилення від маршруту угорських військ від решти угорської армії досі залишається спірним моментом, але більшість доказів вказує на локального шляхтича Ференца Бея, який втратив більшу частину своїх маєтків на користь селян у 1920-х, оскільки більшість насильства було спрямовано на селян, які жили у його колишньому маєтку.
- Схожа подія, 159 місцевих селян були вбиті 13 –14 вересня 1940 року угорськими військами у селі Іп[en] (угор. Szilágyipp). Знову ж таки, деякі угорські історики вважають, що це було наслідком помсти за вбивство 4 угорських солдатів гранатою.

Точна кількість жертв є суперечкою між деякими істориками, але існування таких подій не може бути оскаржене.
Відступ Румунської армії також відбувався не без інцидентів, в основному це складалося з пошкодження інфраструктури та знищення публічних документів.

## Лінія Кароля II

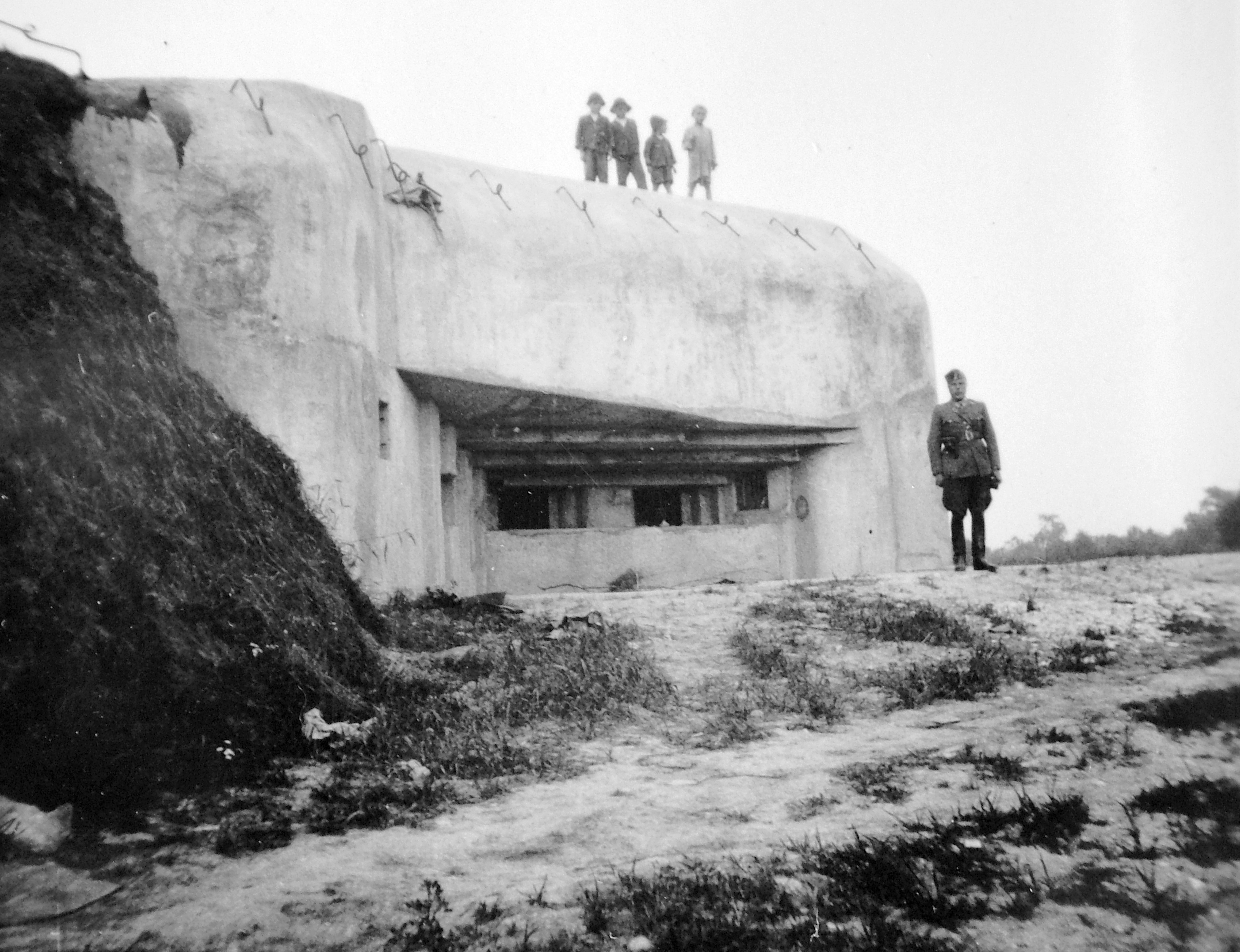
Румунський каземат, зайнятий угорськими військами

Укріплена лінія Кароля II (рум. Linia fortificată Carol al II-lea) була побудована наприкінці 1930-х років за наказом короля Кароля II з метою захисту румунського західного кордону. Протяжністю в 300 км, сама лінія не була безперервною, вона захищала лише найбільш вірогідні шляхи до внутрішньої Трансильванії. Вона складалася з 320 казематів: 80 побудовані в 1938, 180 побудовані в 1939 а решта побудована в першій половині 1940. Поміж ними була відстань у близько 400 метрів і всі вони були зроблені з залізобетону, різних розмірів, але всі озброєні кулеметами. Артилерія була розміщена між самими казематами. Перед казематами стояли ряди колючого дроту, мінні поля та один великий протитанковий рів, місцями заповнений водою. Вогонь з казематів був розрахований щоб бути дуже щільним та перехресним, щоб таким чином він міг спричинити якнайбільші людські втрати ворожій піхоті. Роль цієї укріпленої лінії полягала не в тому, щоб припинити наступальні дії, але затягувати їх, наносити якомога більші втрати, доки основна частина румунської армії не буде мобілізована.
Після арбітражу вся лінія увійшла до території переданої до Угорщини. Румунські війська евакуювали стільки обладнання, скільки можливо, але неможливо було вивезти вириті телефонні лінії, і тому в кінцевому підсумку їх використовували угорські війська. Угорці також розграбували стільки металу, скільки це можливо, в результаті вони отримали величезну кількість. Після того, як було зібрано все корисне обладнання та матеріали, каземати були підірвані, щоб запобігти їх повторному використанню.

## Скасування
Другий Віденський арбітраж був анульований Союзною комісією через Угоду про перемир'я з Румунією [Архівовано 10 липня 2011 у Wayback Machine.] (12 вересня 1944) чия стаття 19 передбачала наступне:
|  | Уряди країн - членів Альянсу вважають, що рішення Віденського арбітражу щодо Трансильванії є недійсним, і погоджується, що Трансильванія (більша її частина) повинна бути повернута Румунії, за умови підтвердження в мирному врегулюванні, а Радянська влада погоджується, що радянські війська будуть брати участь для цього в спільних військових операціях з Румунією проти Німеччини та Угорщини. |

Це відбулося після Перевороту Короля Міхая I після чого Румунія змінила сторону та приєдналася до країн Альянсу. Таким чином, румунська армія воювала з нацистською Німеччиною та її союзниками в Румунії, повернувши Північну Трансильванію і далі, в окупованих Німеччиню Угорщині та Чехословаччині (наприклад, Будапештський наступ та Облога Будапешта і Празький наступ).
Паризькі Угоди 1947 року підтвердили кордони між Румунією та Угорщиною, як вони були початково визначені в Тріанонській угоді 27 роками раніше.

## Зовнішні посилання
- Text of the Second Vienna Award [Архівовано 23 жовтня 2017 у Wayback Machine.]
- Árpád E. Varga, Essays on Transylvania's  Demographic History [Архівовано 9 червня 2017 у Wayback Machine.]. (Mainly in Hungarian, but also in English and Romanian.)
- (рос.) Проблема Трансильвании в отношениях СССР с союзниками по антигитлеровской коалиции (июнь 1941 г. — май 1945 г.) [Архівовано 22 серпня 2016 у Wayback Machine.] (an article on the Allies and the question of Transylvania)